# Agia Triada (Kreta)

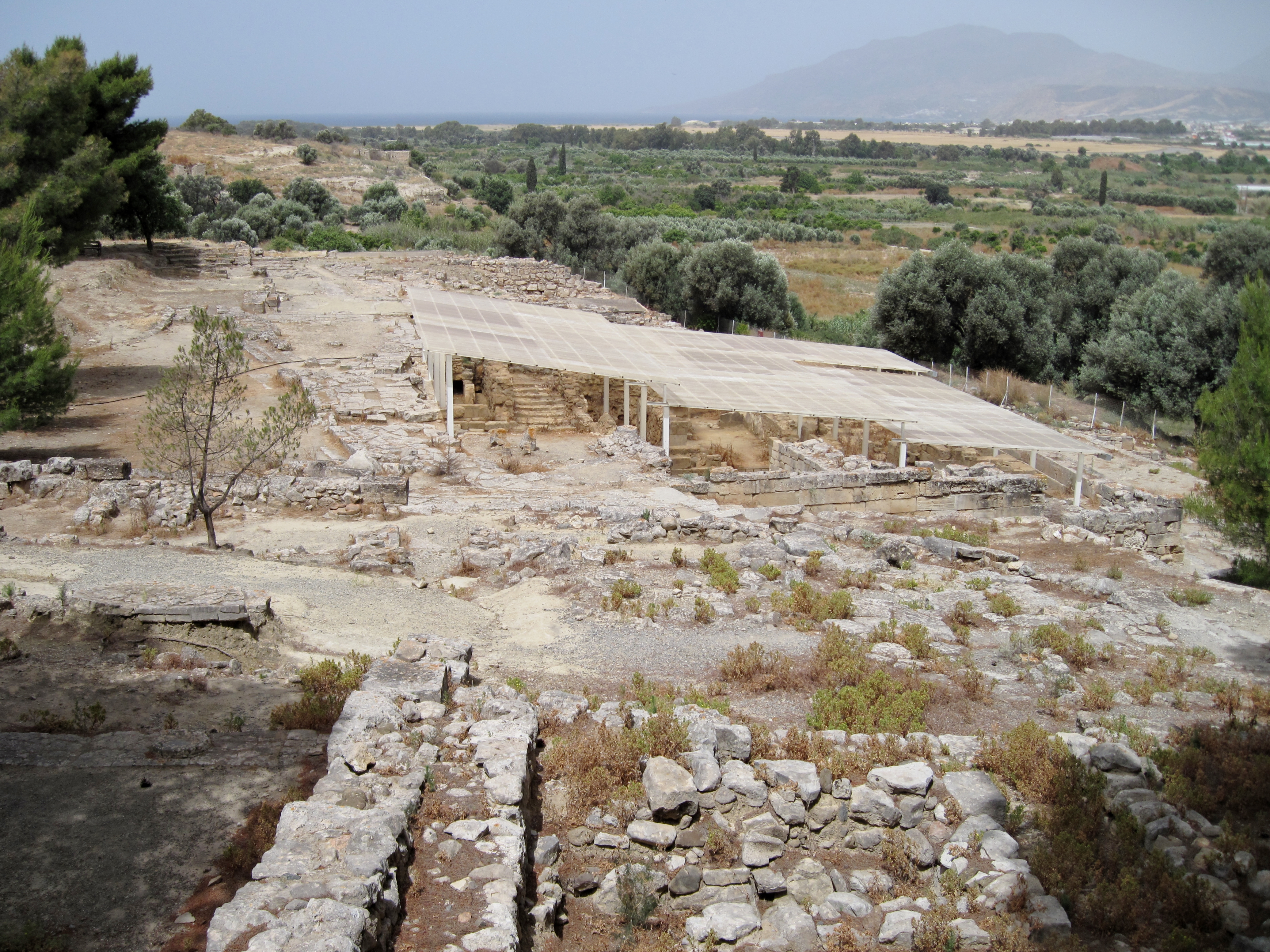
Ausgrabungsstätte von Agia Triada

Agia Triada (griechisch Αγία Τριάδα ‚Heilige Dreifaltigkeit‘, auch Hagia Triada, Ajia Triada oder Ayia Triada transkribiert) bezeichnet eine archäologische Ausgrabungsstätte mit den Überresten einer Palastanlage im Süden der griechischen Insel Kreta. Sie befindet sich im Westen der Messara-Ebene in der Gemeinde Festos des Regionalbezirks Iraklio, etwa zwei Kilometer nordwestlich der Ruinen von Phaistos, einer minoischen Palastanlage.
Agia Triada ist nach Phaistos die zweitgrößte Siedlung der minoischen Kultur in der westlichen Messara. Der antike Name der villenähnlichen Palastanlage ist nicht überliefert. Teilweise wurde der Ort mit dem auf Linear-B-Täfelchen genannten pa-i-to (Phaistos) gleichgesetzt, da Agia Triada in der Neu- und Nachpalastzeit der Hauptort der Messara war. Andere Wissenschaftler vermuten die Gleichsetzung des mykenischen Toponyms da-wo mit Agia Triada, das ebenfalls in Linearschrift B überliefert ist.
Die Palastanlage wurde nach der zweischiffigen Kirche der „Heiligen Dreifaltigkeit“ aus dem 14. Jahrhundert, auf einem Hügel südwestlich der ehemaligen Palastanlage benannt,  die auch der wüstgefallenen mittelalterlichen Siedlung Agia Triada ihren Namen gab. Die minoische Siedlung entstand am Nordabhang einer Hügelkette, die bis nach Phaistos reicht. Nördlich unterhalb der Ausgrabungsstätte bewässert der Geropotamos (Γεροπόταμος) die fruchtbare Messara-Ebene. Der Fluss mündet etwa 3,5 Kilometer westlich von Agia Triada ins Libysche Meer. Der nächstgelegene größere Ort ist Tymbaki nordöstlich der Mündung des Geropotamos mit etwas über 5300 Einwohnern. Agia Triada war durch einen gepflasterten Pfad mit Phaistos verbunden.

## Geschichte
Die Messara-Ebene ist seit der Jungsteinzeit, seit etwa 6500 v. Chr. besiedelt.

### Bronzezeit
In der minoischen Kultur entstanden hier von etwa 2000 bis 1450 v. Chr. Städte mit ausgedehnten Palastanlagen. Die wichtigsten Orte in der Messara waren Phaistos (Φαιστός) und später Gortyn (Γορτύν). Neben der Landwirtschaft war der Handel ein wichtiger Wirtschaftszweig.

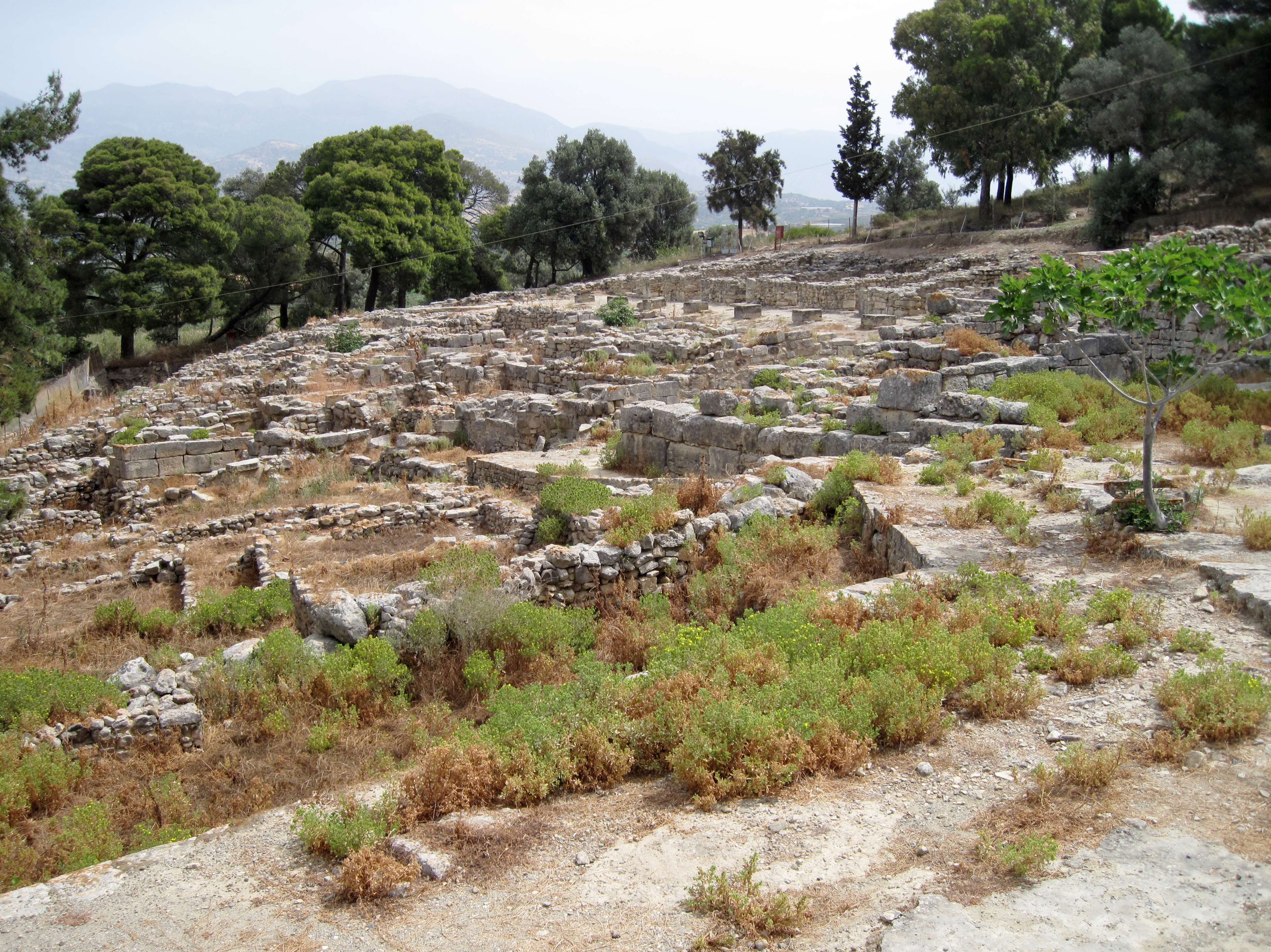
Nordöstlicher Teil der Ausgrabungsstätte

Bei Agia Triada befand sich bereits zu Beginn der Vorpalastzeit Ende des 4. Jahrtausends v. Chr. eine ausgedehnte Siedlung. Aus der frühen Vorpalastzeit fand man im Westen der Grabungsfläche eine Abfallgrube. Zwei ausgegrabene Häuser mit rechteckigen Räumen, einer Apsis und Pfeilern in der Mitte der Räume am Nordrand des Geländes stammen aus der mittleren Vorpalastzeit. Ebenfalls in die Vorpalastzeit werden zwei Tholosgräber, östlich des umzäunten Grabungsgeländes datiert. Das größere, mit einem Durchmesser von 9 Metern, bei einer Wandstärke von 1,8 bis 2,0 Metern, hatte einen Eingang im Osten und enthielt etwa 150 Verstorbene. Hier fanden sich Grabbeigaben aus der Vor- und der Altpalastzeit. Das halb zerstörte zweite Tholosgrab wurde auch in der Nachpalastzeit genutzt. Durch den Anlandungsprozess des Timbaki-Beckens an der Mündung des Geropotamos verlor Agia Triada um 1900 v. Chr. den in frühminoischer Zeit bestehenden direkten Zugang zum Meer.

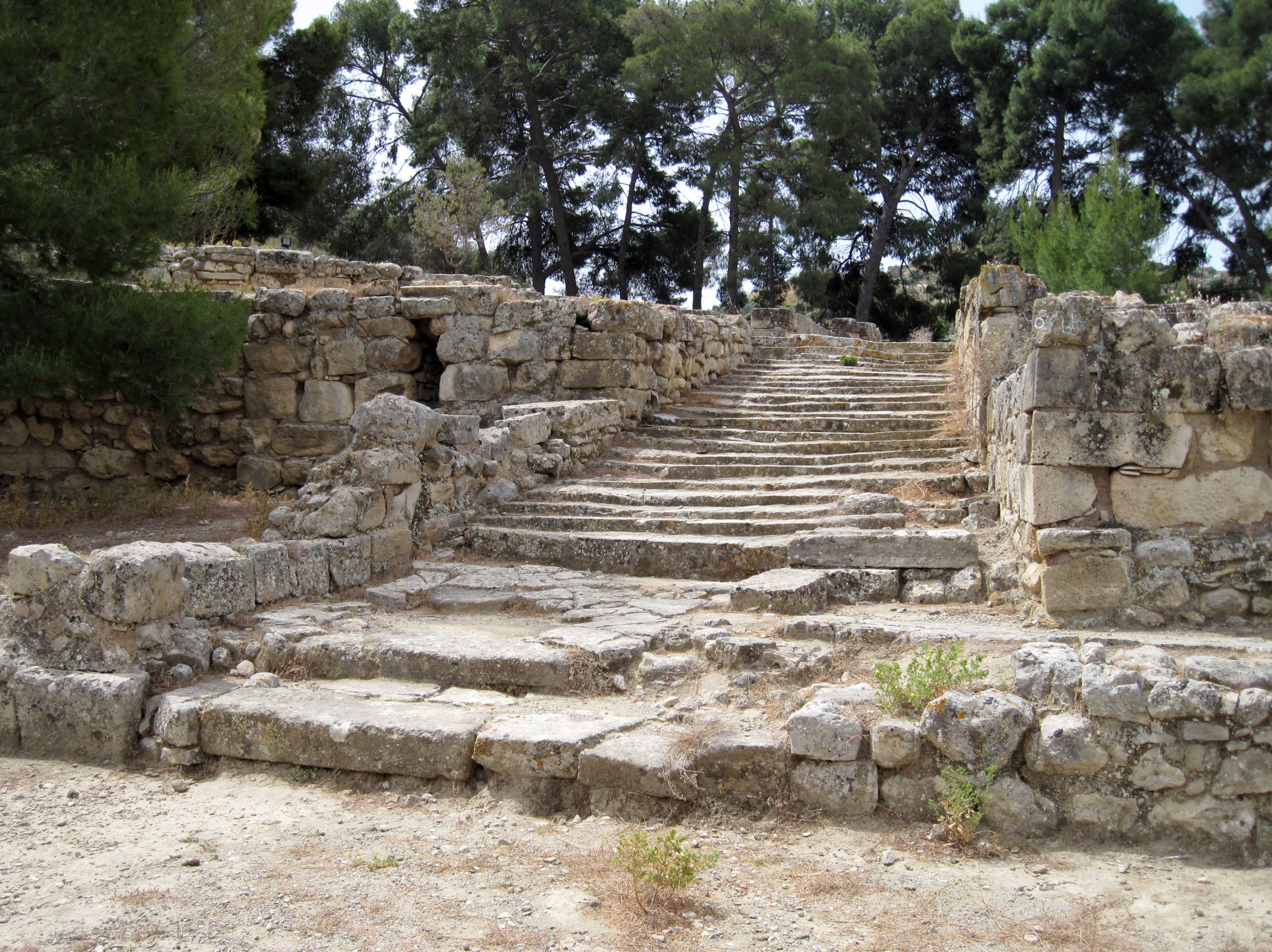
Treppe an der Ostseite des Palastes

Aus der Altpalastzeit stammen Teile von Häusern in tieferen Schichten nahe dem „Heiligtum“ im Südosten, Gruben mit Keramik an verschiedenen Stellen der Ausgrabungsstätte und ein Teil einer Straße und eines gepflasterten Hofes mit einem „Altar“ im Nordosten. Im Zeitalter der Neuen Paläste wurde zwischen 1600 und 1550 v. Chr. auf dem Hügel von Agia Triada eine kleine Palastanlage errichtet, die auch als „große minoische Villa“ bezeichnet wird. Die Gebäude sind damit jünger als der Palast von Phaistos, dessen Wiederaufbau ab 1600 v. Chr. nicht vollendet wurde. Die Siedlung bei Agia Triada lag östlich des Palastes, der als politischer und sakraler Verwaltungssitz gilt. Von Agia Triada stammt das größte Archiv mit Linear-A-Täfelchen und Siegeln auf Kreta. Die Wandmalereien weisen den gleichen Stil auf, wie die neopalatialen Wandmalereien von Knossos.

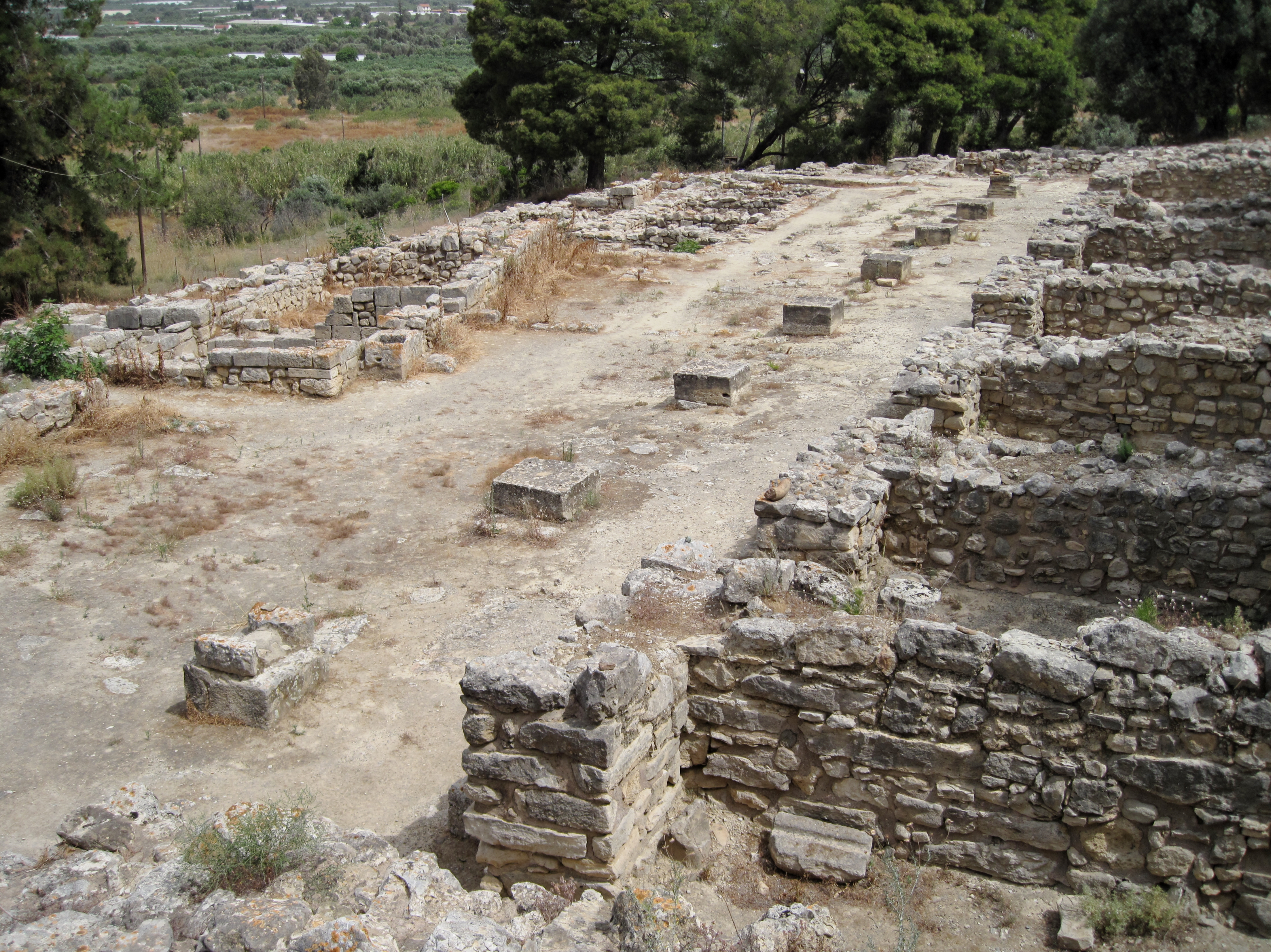
Agora und mykenische Siedlung

Der kleine Palast von Agia Triada wurde, wie der neue Palast von Knossos, um 1450 v. Chr. zerstört. Danach, um etwa 1400 v. Chr., entstand auf seinen Ruinen ein mykenischer Megaron-Bau. Nördlich unterhalb der Anlage schloss sich in der Nachpalastzeit eine Bebauung aus Wohnungen und Läden (auch als Magazine bezeichnet) an, die sich um eine etwa 50 Meter lange Agora gruppierten. Sie stellt das einzige bekannte Beispiel eines „minoischen Marktdorfes“ dar. Es wird vermutet, dass sich hier Handwerker und Kaufleute angesiedelt hatten, die intensive Handelsbeziehungen nach Nordafrika pflegten. Am Golf von Messara an der Südküste Kretas befand sich südwestlich in nur sechs Kilometern Entfernung die minoische Hafensiedlung Kommos. Agia Triada war in mykenischer Zeit, wie schon nach 1600 v. Chr., das politische und wirtschaftliche Zentrum der Region mit Verbindung zur Dynastie in Knossos.
Im Norden der Agora sind die Reste zweier größerer Bauten erhalten, ein megaronartiger und einer mit Korridor, die in die Zeit von 1350 bis 1250 v. Chr. datiert werden. Aus diesem Zeitabschnitt stammt auch ein bemalter Sarkophag, der im Archäologischen Museum von Iraklio ausgestellt ist. Auf ihm ist ein Totenkult dargestellt, mit einem Stieropfer, Opfergaben an den Toten, Trankopfer, Flötenspielern und Göttern auf Wagen. Im Verlauf des Niedergangs der minoisch/mykenischen Kultur auf Kreta wurde der Palast von Agia Triada um 1250 v. Chr. zerstört. Danach wurde der Ort nur noch als Kultplatz genutzt. In einem Hypäthraltempel waren Statuetten unter freiem Himmel aufgestellt. Der Kult wurde bis in die protogeometrische Zeit des 11. und 10. Jahrhunderts v. Chr. fortgeführt und im 7. Jahrhundert v. Chr. wieder aufgenommen. Aus der dazwischen liegenden Zeit der dunklen Jahrhunderte ist über den Siedlungsort von Agia Triada nichts bekannt.

### Hellenismus

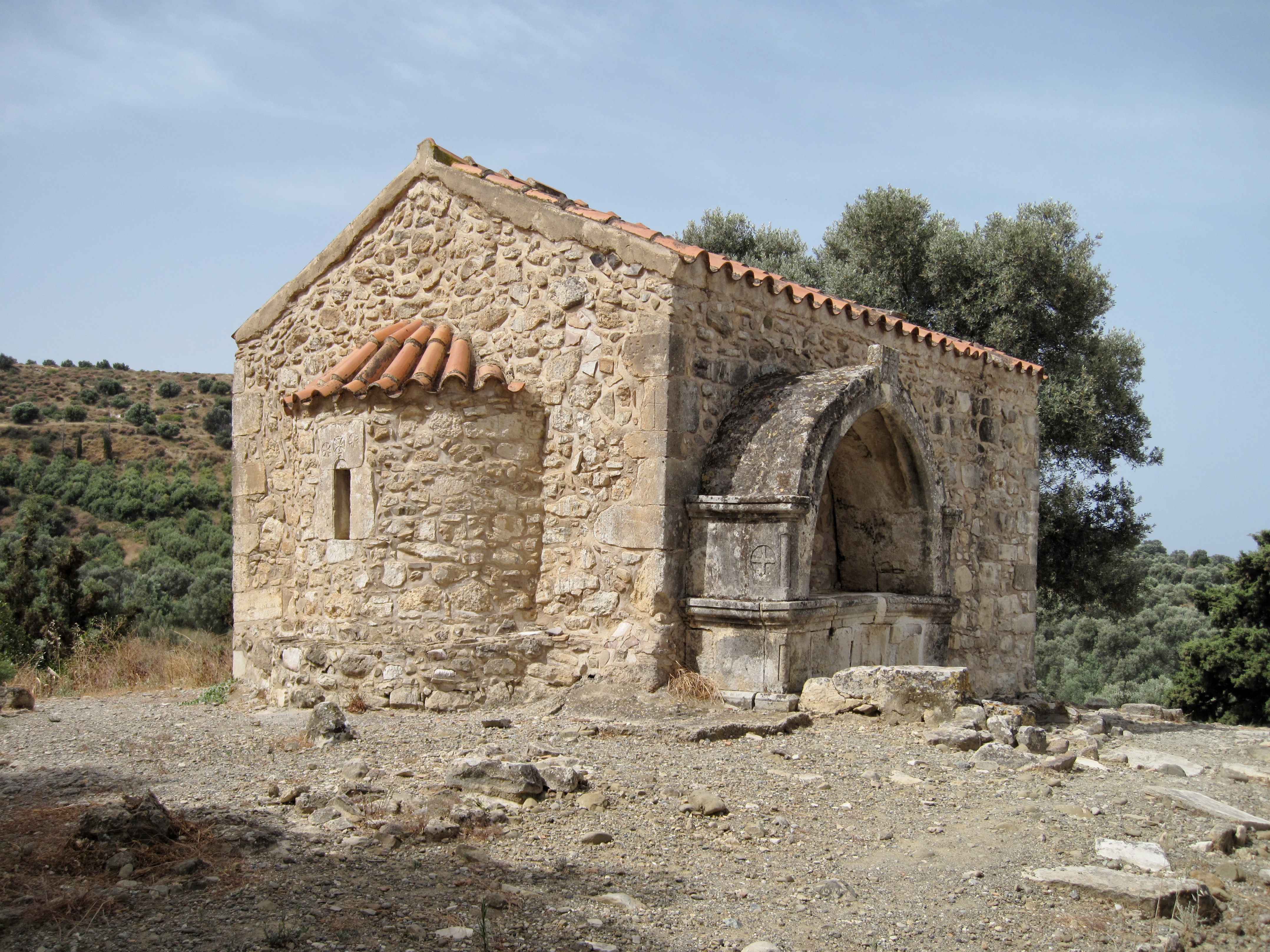
Kapelle Agios Georgios Galatas

In hellenistischer Zeit (336–30 v. Chr.) entstand über den Fundamenten des alten Tempels ein kleines Heiligtum und im nebenliegenden Nordhof ein Tempel des Zeus Welchanos (Δία Bελχανό). Die Reste dieses Tempels wurden nach der Freilegung komplett abgetragen, um ältere minoische Schichten auszugraben. Es blieb die Stifterinschrift des Arkesilas und der Name des Zeus Velchanos auf Dachziegeln erhalten.

### Mittelalter
Im Mittelalter entstand die Siedlung Agia Triada, venezianisch Santa Trinita. Sie lag westlich der Ausgrabungsstätte und trug den Namen der Kirche der „Heiligen Dreifaltigkeit“. Die heute oberhalb der Ausgrabung stehende Kapelle Agios Georgios Galatas stammt nach einer Inschrift aus dem Jahr 1302.

## Forschungsgeschichte
Archäologische Ausgrabungen in der Messara-Ebene begannen im Jahr 1900 durch die Missione Archeologica Italiana di Creta unter Federico Halbherr und Luigi Pernier und wurden ab 1909 von der Scuola Archeologica Italiana di Atene fortgesetzt. Ab 1902 wurde der Hügel von Agia Triada untersucht. Die Ausgrabungen begannen 1903 unter der Leitung von Roberto Paribeni und wurden in den Folgejahren durch Federico Halbherr und Enrico Stefani fortgeführt. Die Sicherung und Wiederherstellung der aufgefundenen Gebäudereste begannen im Jahr 1910, die Veröffentlichung der Studien zu den Ausgrabungen endete 1914 mit dem Ausbruch des Ersten Weltkriegs. Im Jahr 1976 nahm Vincenzo La Rosa die Grabungsarbeiten in Agia Triada wieder auf. Nordöstlich wurden eine kleine Nekropole mit den beiden Tholosgräbern und einem Schachtgrab freigelegt. Die Fundstücke der verschiedenen Ausgrabungszeiten befinden sich heute überwiegend im Archäologischen Museum in Iraklio, darunter eine umfangreiche Sammlung von Schrifttäfelchen in Linearschrift A.

Fundstücke aus Agia Triada
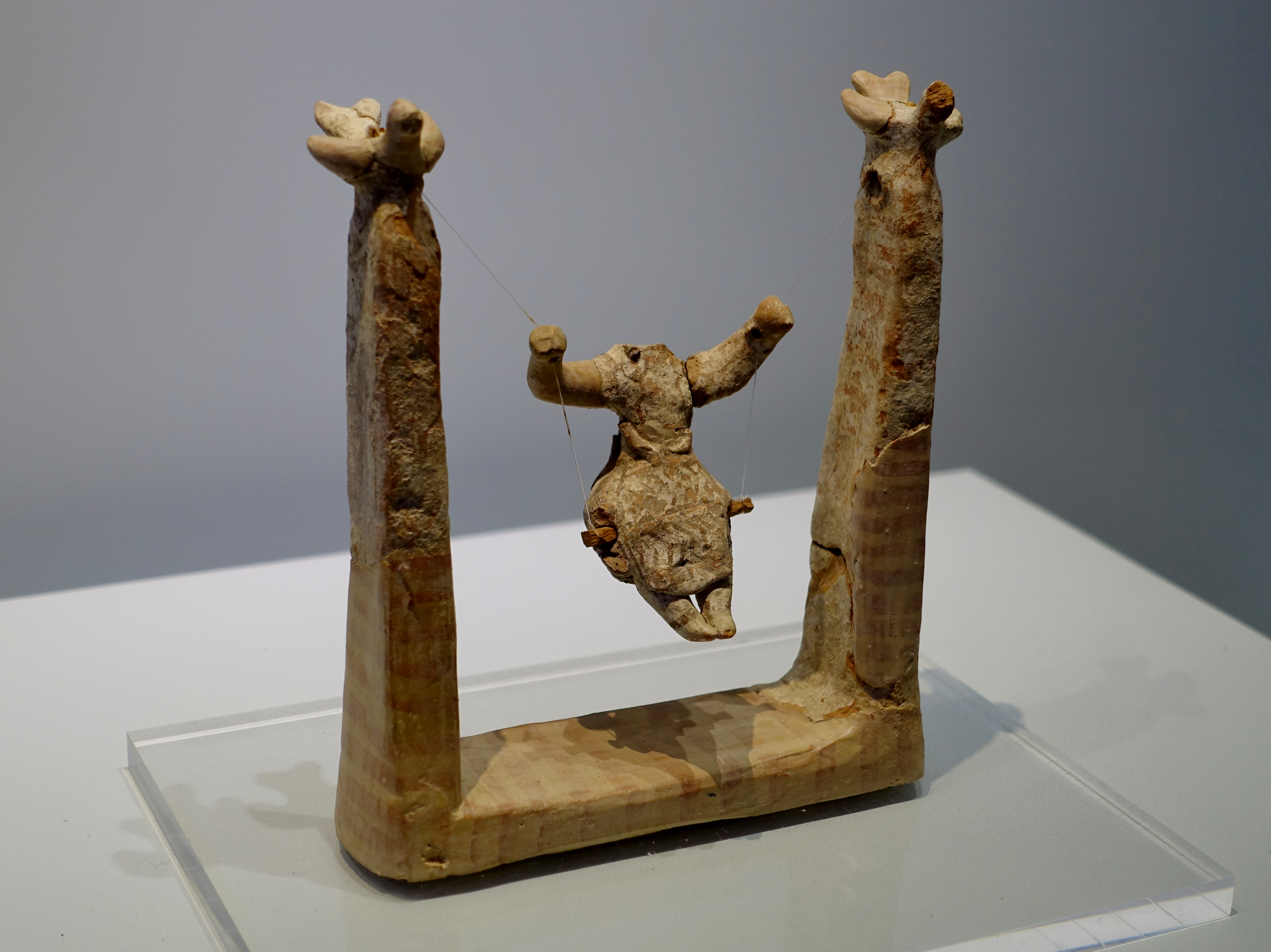
Frau auf einer Schaukel aus mykenischer Zeit
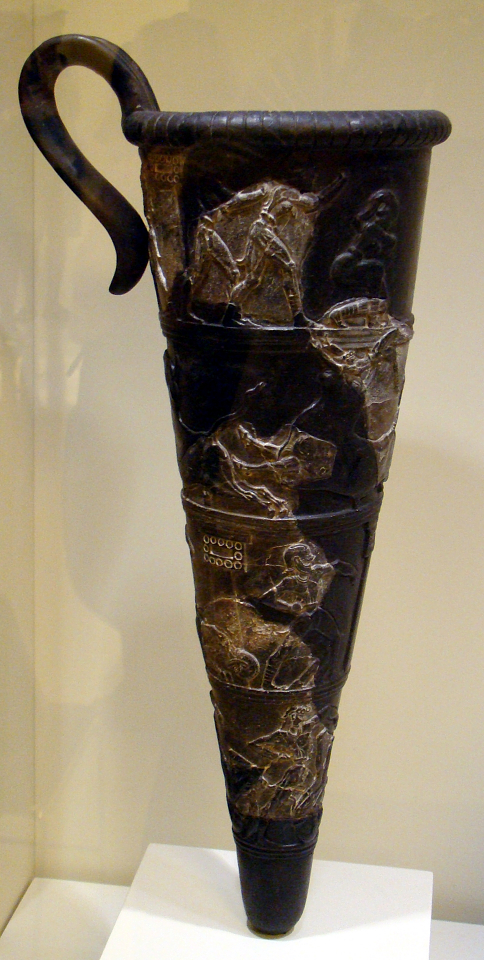
Rhyton mit Faustkämpfern aus der Neupalastzeit
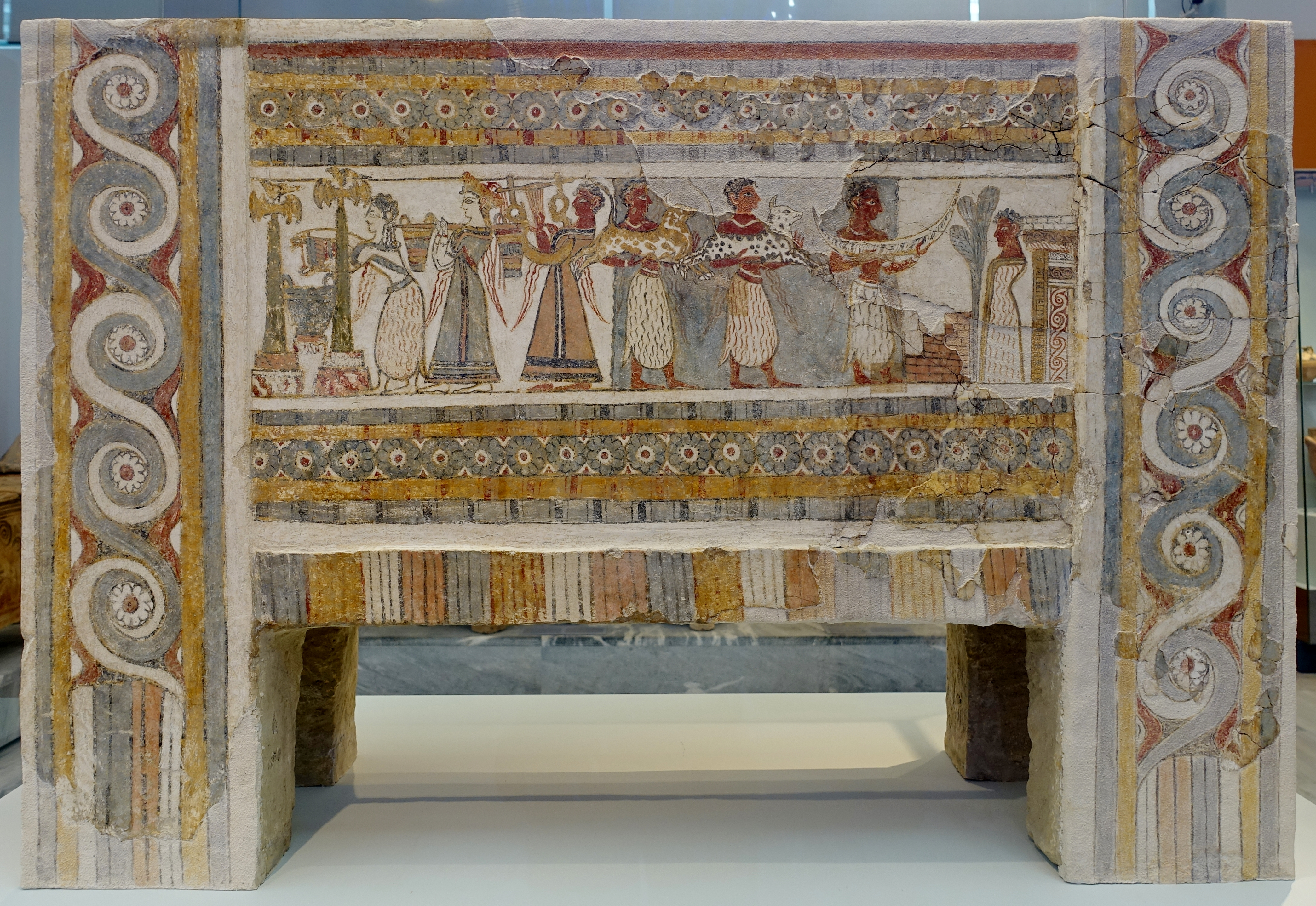
Sarkophag mit Szenen eines Totenkults
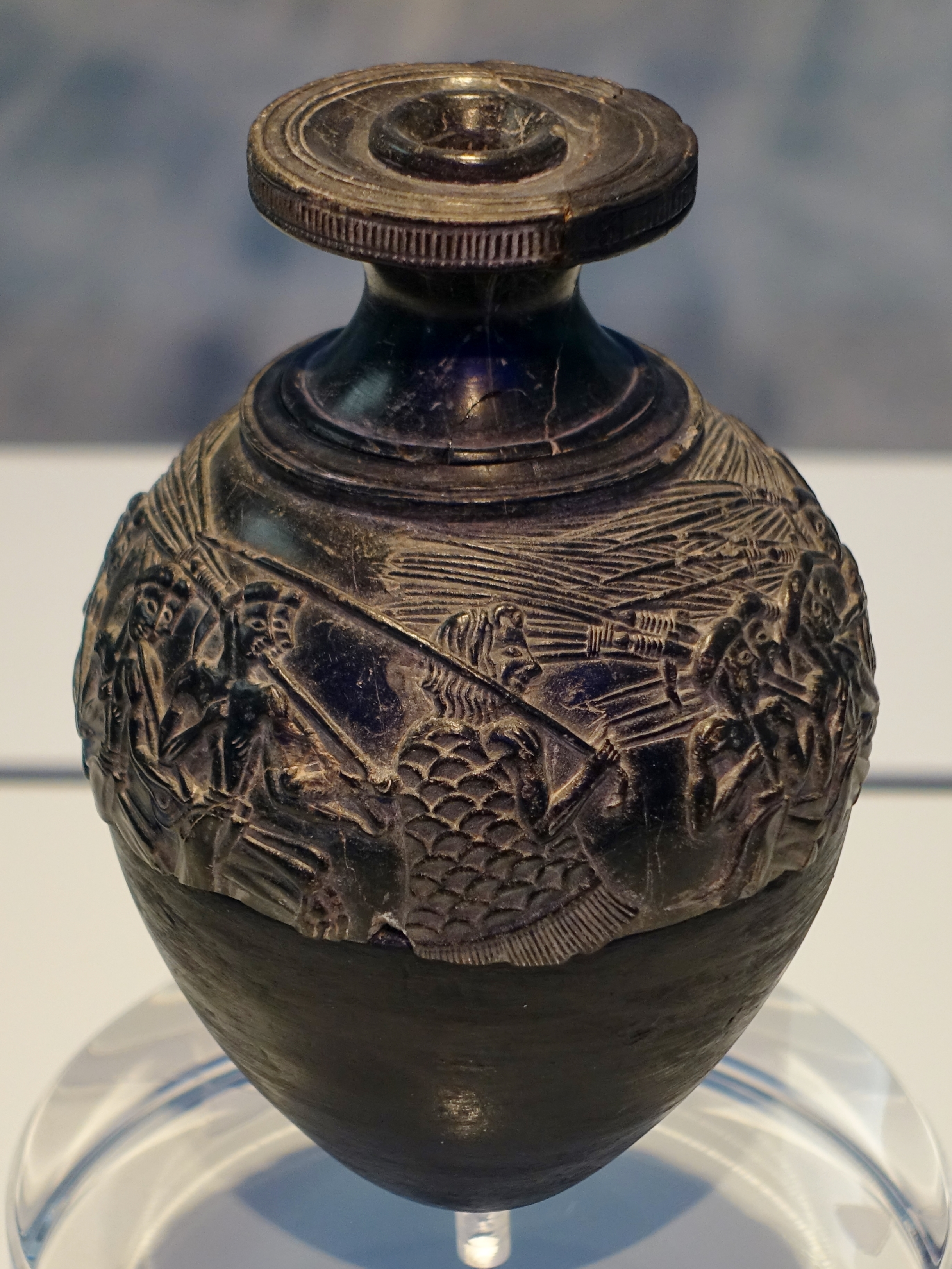
‚Schnittervase‘ aus einem Raum der Neupalastzeit

## Baubefunde

### Südostflügel mit Heiligtum

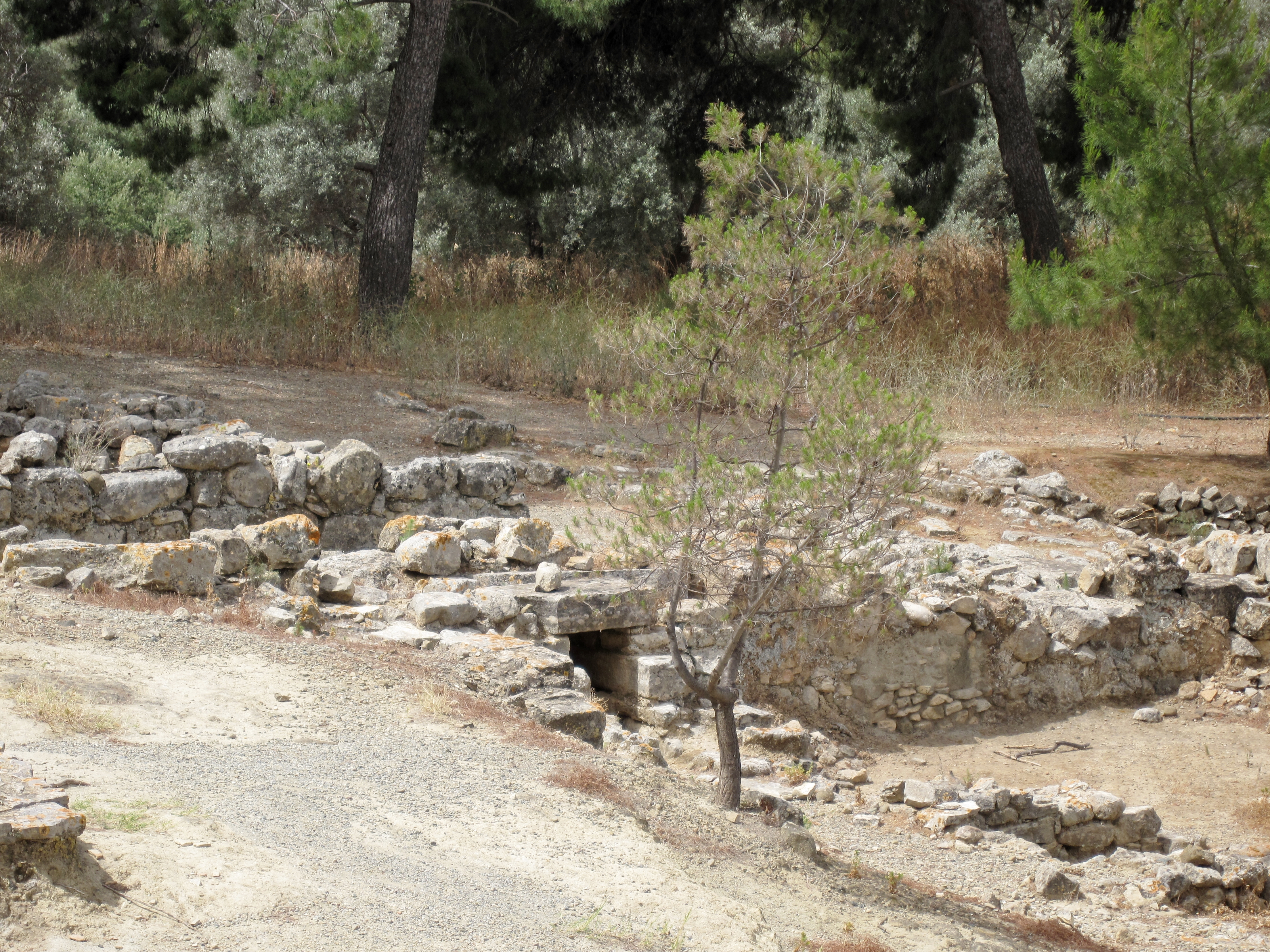
Reste des Südostflügels

Vom Eingang zur Ausgrabungsstätte führt linksseitig eine Treppe zu einem ehemals zweigeschossigen Bau, von dem nur noch die Fundamente und wenige Mauerreste erhalten sind. Da dieses Gebäude am südöstlichen Rand der bebauten Fläche vom westlich angrenzenden eigentlichen Palastbau durch einen gepflasterten Weg, der in einer abwärts führenden Treppe endet, getrennt ist, wird das Bauwerk als Nebengebäude des Palastes betrachtet, in dem vielleicht Wohnungen von Würdenträgern untergebracht waren. Im Westen des Gebäudes befanden sich Magazine, im Osten Lichtschächte und Säulenhallen. Südlich angrenzend stand ein kleines Heiligtum aus mykenischer Zeit mit einem Vorraum und zwei Türen zur Cella, dem Innenraum des Tempels. Auf dem Fußboden ist ein Oktopus zwischen Delfinen in farbigem Putz dargestellt. An der hinteren Wand der Cella steht eine hohe Steinbank.

### Südhof
Der Südhof, auch „Platz der Heiligtümer“ oder „Hof der Altäre“, schließt sich südlich an den Hauptbau der neopalatialen Zeit an und liegt damit etwa in der Mitte des südwestlichen Ausgrabungsbereiches von Agia Triada. Der Hof lag in der Neupalastzeit etwas tiefer und wurde in mykenischer Zeit durch Aufpflasterung angehoben sowie über die Ruinen des Palastes nach Norden erweitert, wo ihn der neuere Megaronbau begrenzte. Westlich des Südhofes fand man in einem kleinen „Theaterraum“ mit fünf Stufen das konische Rhyton mit Darstellungen eines Faustkampfes und Stierspringern, das im Archäologischen Museum in Iraklio zu sehen ist. Daneben befindet sich ein kleiner Platz mit einer Stoa aus zwei Säulen. Im Osten des Hofes beginnt ein gepflasterter Weg, der möglicherweise bis Phaistos führte.

### Palastbau der Neupalastzeit

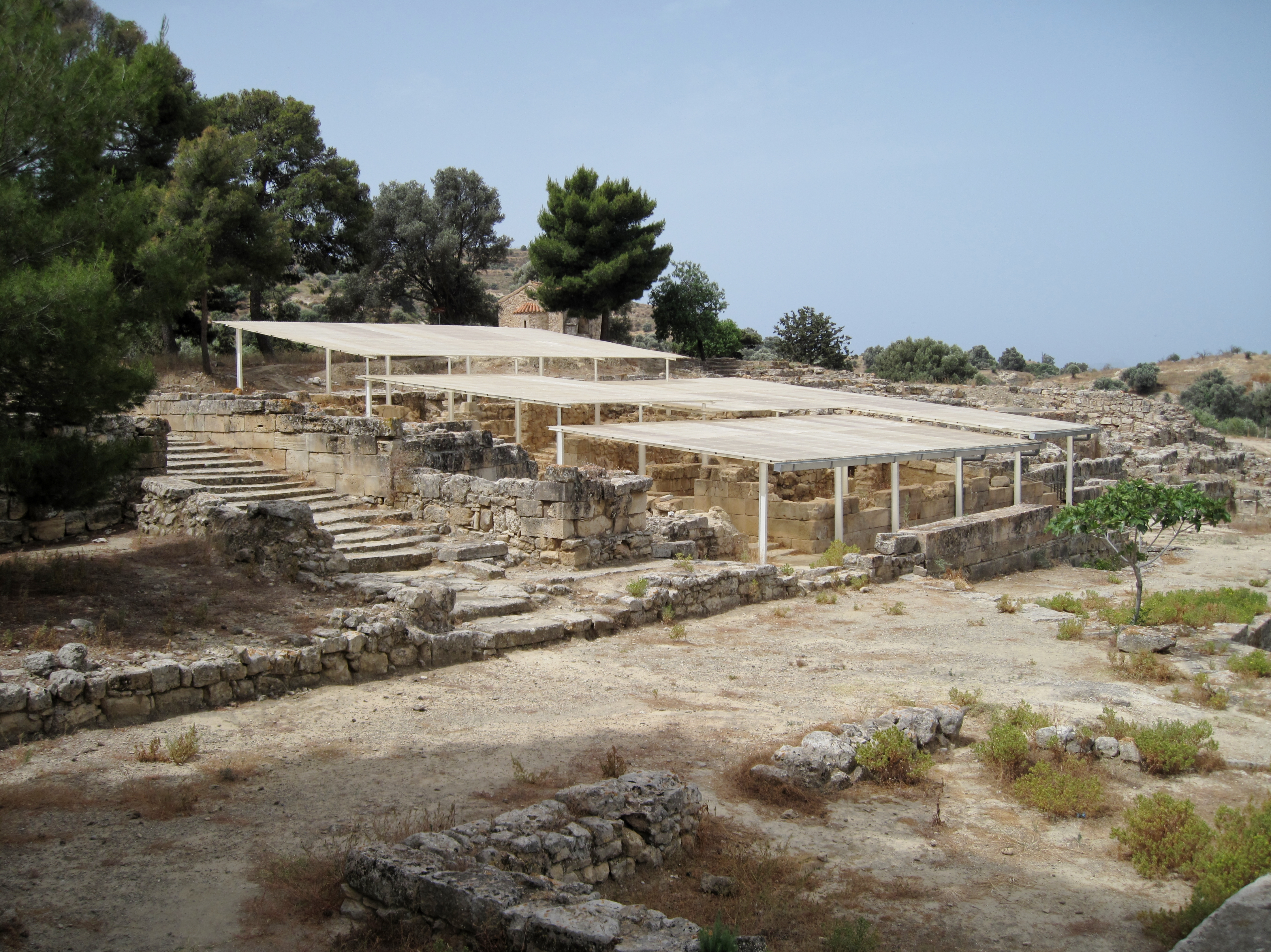
Nordostseite der Palastruinen

Der neopalatiale Palastbau, der in mykenischer Zeit überbaut wurde, war ein unregelmäßiges, L-förmiges Bauwerk mit vielen Räumen unterschiedlichster Nutzung, das sich westlich an die Verbindungstreppe zwischen dem Südhof und dem tiefer gelegenen Nordhof anschloss. Vom Nordhof zog sich ein gepflasterter Weg nach Westen, dann abknickend nach Süden, um das Gebäude herum. Das Bauwerk passte sich dem abschüssigen Gelände in Richtung Norden und Westen an.

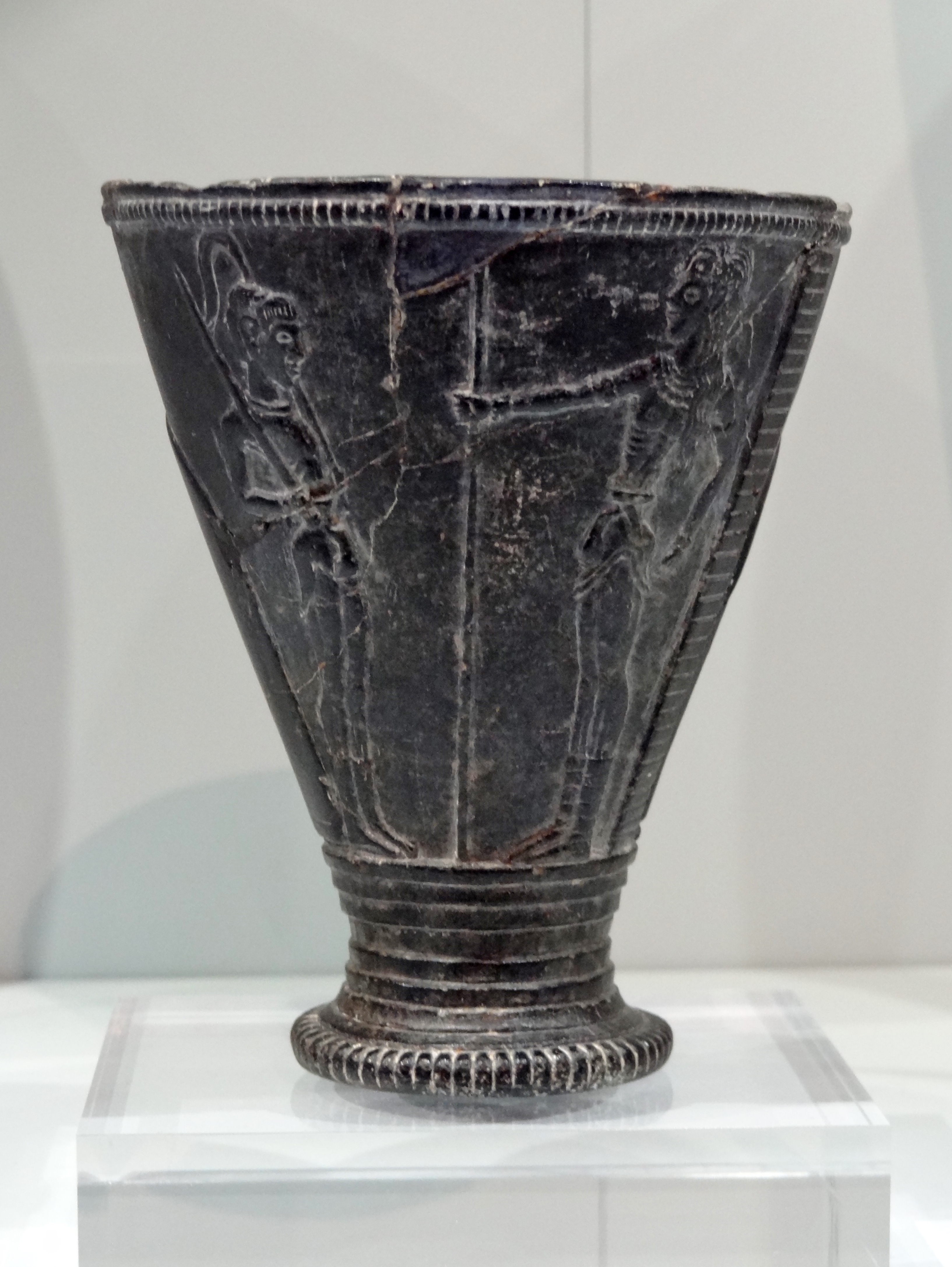
‚Prinzenbecher‘

Die Räume im Südwesten mit Fenstern nach Osten auf einen langgestreckten Lichthof waren untereinander nicht verbunden. Sie hatten Böden aus festgestampfter Erde. Möglicherweise dienten sie dem Dienstpersonal des Palastes. In einem der Räume fand man den trichterförmigen ‚Parade-‘ oder ‚Prinzenbecher‘ aus Serpentin, ausgestellt im Archäologischen Museum in Iraklio. Nördlich grenzte ein Raum mit zwei Pfeilern in der Mitte an. Die daran anschließenden Räume an der Nordwestecke des Palastes besitzen gepflasterte Böden mit roten Stuckfugen. Sie werden als Wohnbereich gedeutet. Die Räume, die noch Brandspuren der Zerstörung des Palastes aufweisen, unterscheiden sich untereinander in Größe und Ausstattung. Eine Treppe führte von ihnen in das nicht mehr vorhandene Obergeschoss.
In einem Raum des Wohnbereichs, ausgestattet mit Wandverkleidungen aus Alabaster und Spalten für senkrechte Holzbalken, fand man die ‚Schnittervase‘ mit der Darstellung eines Prozessionszugs von Landarbeitern. In einem weiteren Raum, nordwestlich dem mit den Wandverkleidungen, entdeckte man in einer Art Kisten eine Anzahl tönerner Siegelabdrücke aus der Neupalastzeit. Östlich von diesem lag ein mit Wandfresken verzierter Raum. Die Fresken, heute ebenfalls im Museum, zeigen eine in einem Garten sitzende Frau und eine Wildkatze, die einen Fasan jagt. Hinter dem Raum in Richtung Osten lag ein langgestrecktes Magazin, Fundort von 19 Kupferbarren, leicht transportierbaren Platten aus geschmiedetem Kupfer zur Weiterverarbeitung.

Palast von Agia Triada
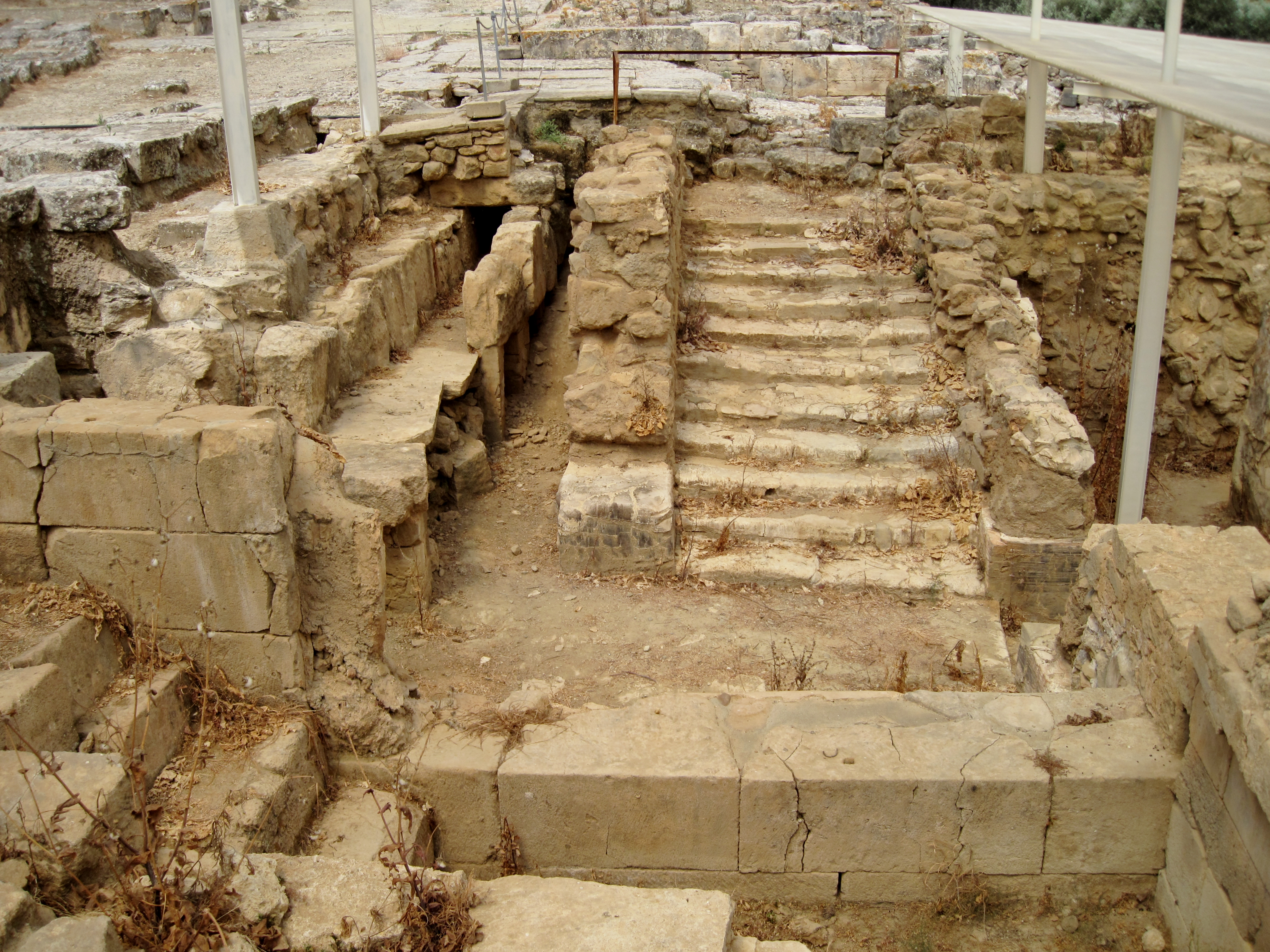
Treppe zum Palast-Obergeschoss
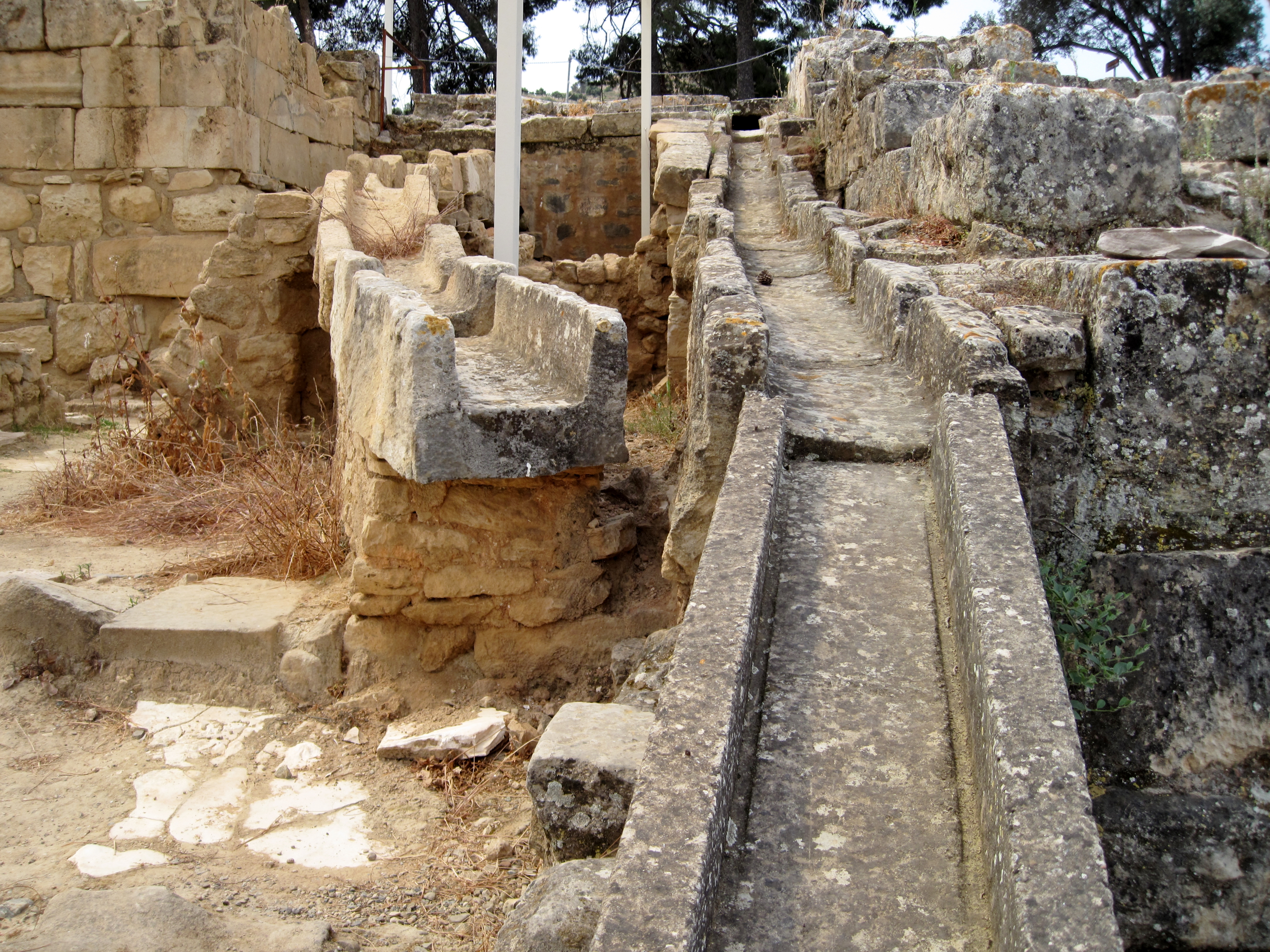
Minoisch-mykenische Entwässerungsrinnen
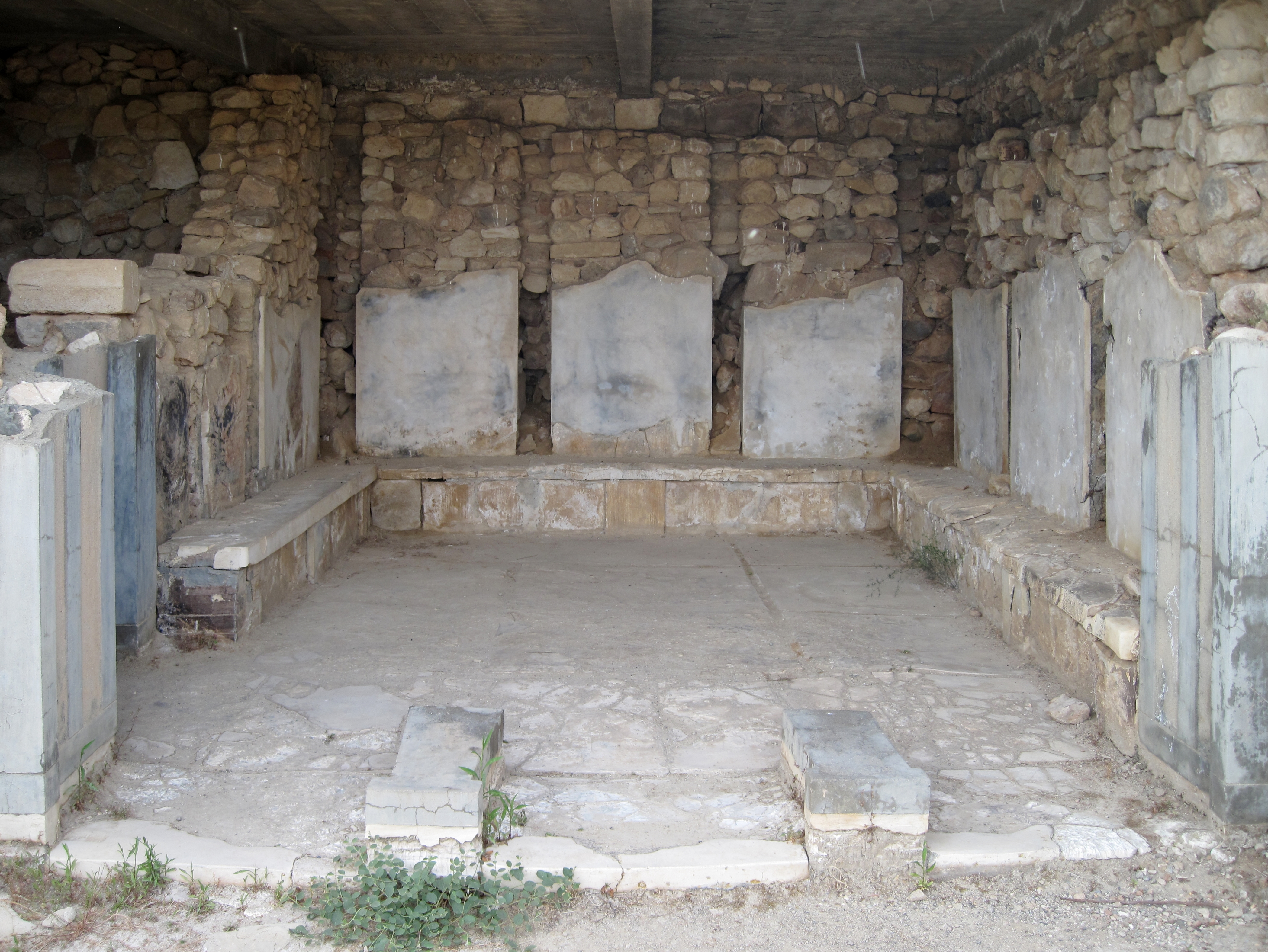
Raum mit Alabasterver-kleidungen und Bänken
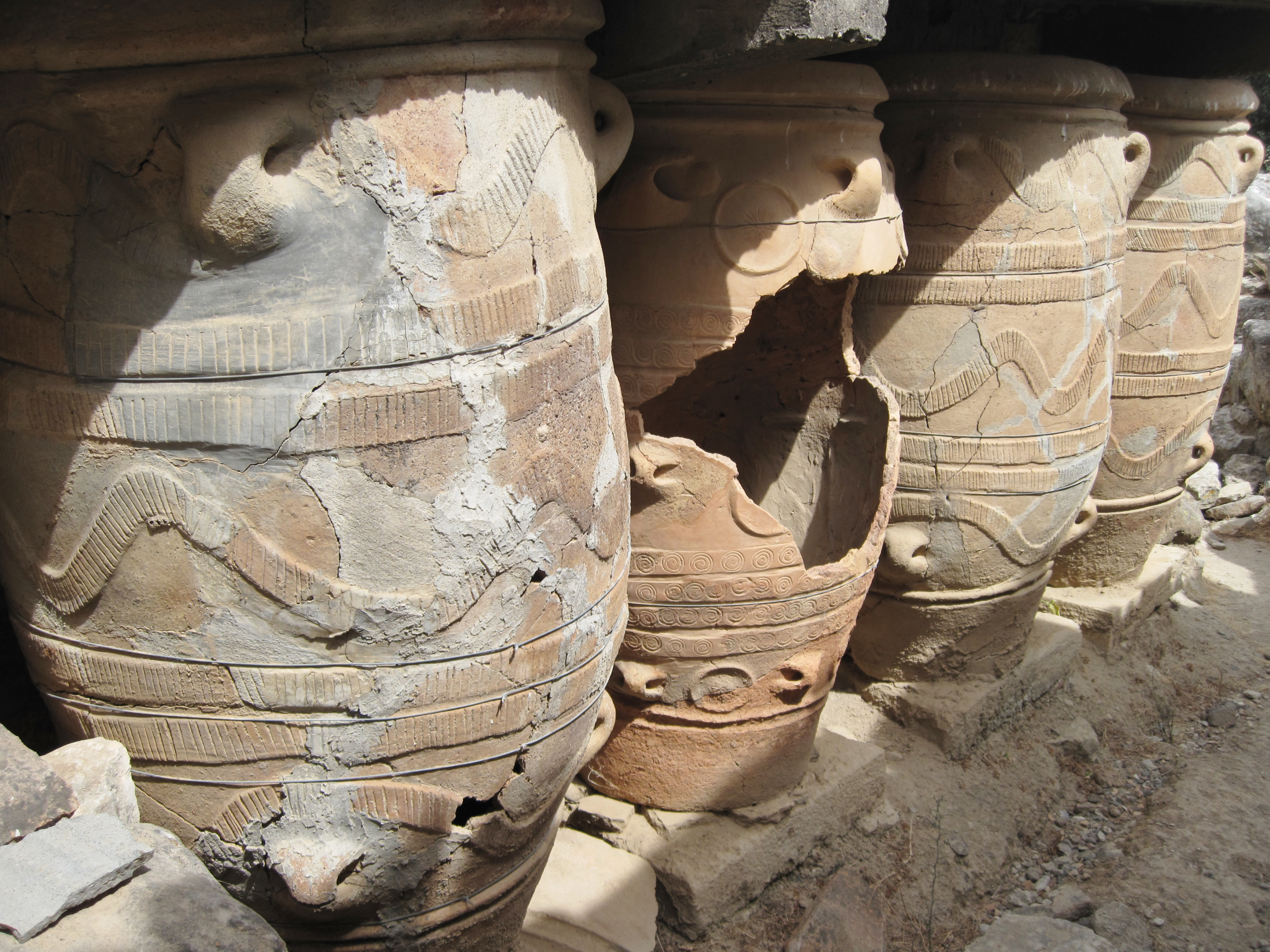
Pithoi in einem Raum der Nordmagazine

Der Ostflügel des neopalatialen Palastes besaß im unteren Teil hinter dem nördlichen gepflasterten und getreppten Weg mehrere Magazine, die tiefer lagen, als das Fundament des späteren mykenischen Megaron-Gebäudes. Die Magazine, eines über eine kleine hinaufführende Treppe erreichbar, enthielten Pithoi und Vasen unterschiedlicher Größe. Auf gleicher Ebene schlossen sich bis zum östlichen Treppenweg weitere Wohnräume an. Oberhalb der Magazine nach Süden stehen heute die Reste des mykenischen Magarons, errichtet auf dem Grund des zerstörten und zugeschütteten minoischen Palastes. Der gesamte östliche Bereich des ehemaligen Palastgebäudes einschließlich der mykenischen Megarons wurden in heutiger Zeit zum Schutz vor Umwelteinflüssen überdacht.

### Nordhof

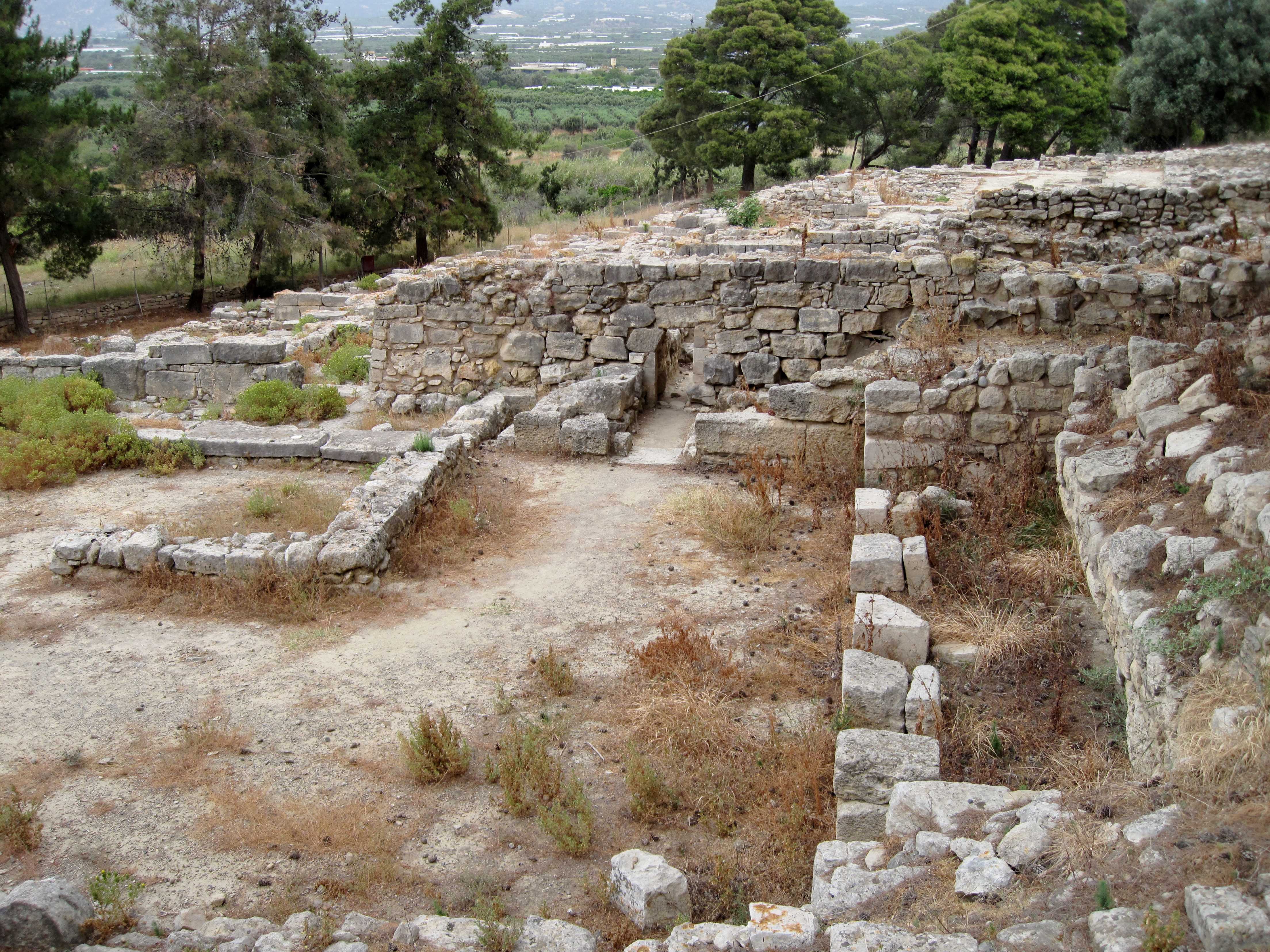
Nordhof mit Stoa aus fünf Pfeilern

Nordöstlich des Palastbereichs schließt sich der Nordhof an, der im Norden durch einen länglichen rechteckigen Bau begrenzt war, dessen Funktion unklar ist. Nach Westen ist der Hof offen, während im Osten fünf Pfeilerfundamente einer Stoa erhalten sind. Über ihr stand in hellenistischer Zeit der Tempel des Zeus Velchanos, der zur Freilegung der minoischen Bauten abgeräumt wurde. Zugänglich ist der Nordhof über die Treppe an der Ostseite des Palastes, die zentral zu ihm herunterführt.

### Siedlung und Marktplatz
Die minoischen Bauten reichten über den rechteckigen Bau unbekannter Funktion nach Norden hinaus, wo einzelne Gebäudereste nach entsprechenden Funden als „Haus des Lebes“, „Haus der Webgewichte“ und „Haus der Mühle“ benannt sind. Auch eine Badewanne aus Ton, viele Linear-A-Täfelchen, große Gefäße und Pithoi wurden nördlich des Hofes entdeckt. Die minoischen Gebäude wurden bei der späteren Anlage der mykenischen Siedlung überbaut. Die Siedlung wurde dabei westlich unterhalb eines Marktplatzes, einer Agora, angeordnet. Sie bildete mit ihren an der Ostseite in Reihe stehenden acht rechteckigen Räumen, wahrscheinlich Geschäften, den Mittelpunkt des mykenischen Ortes. Am Südende der Agora führte eine Treppe ins Obergeschoss des rechteckigen Gebäudes, das den Marktplatz vom Nordhof des Palastes beziehungsweise des mykenischen Megarons trennte. Außerhalb des eingezäunten Bereiches östlich der Agora wurde in jüngerer Zeit die Nekropole mit den zwei Tholosgräbern freigelegt. Hier fand man Statuetten einer weiblichen Gottheit, den Steinkopf eines Hammers und tragbare Altäre.

Gebäudereste um die mykenische Agora
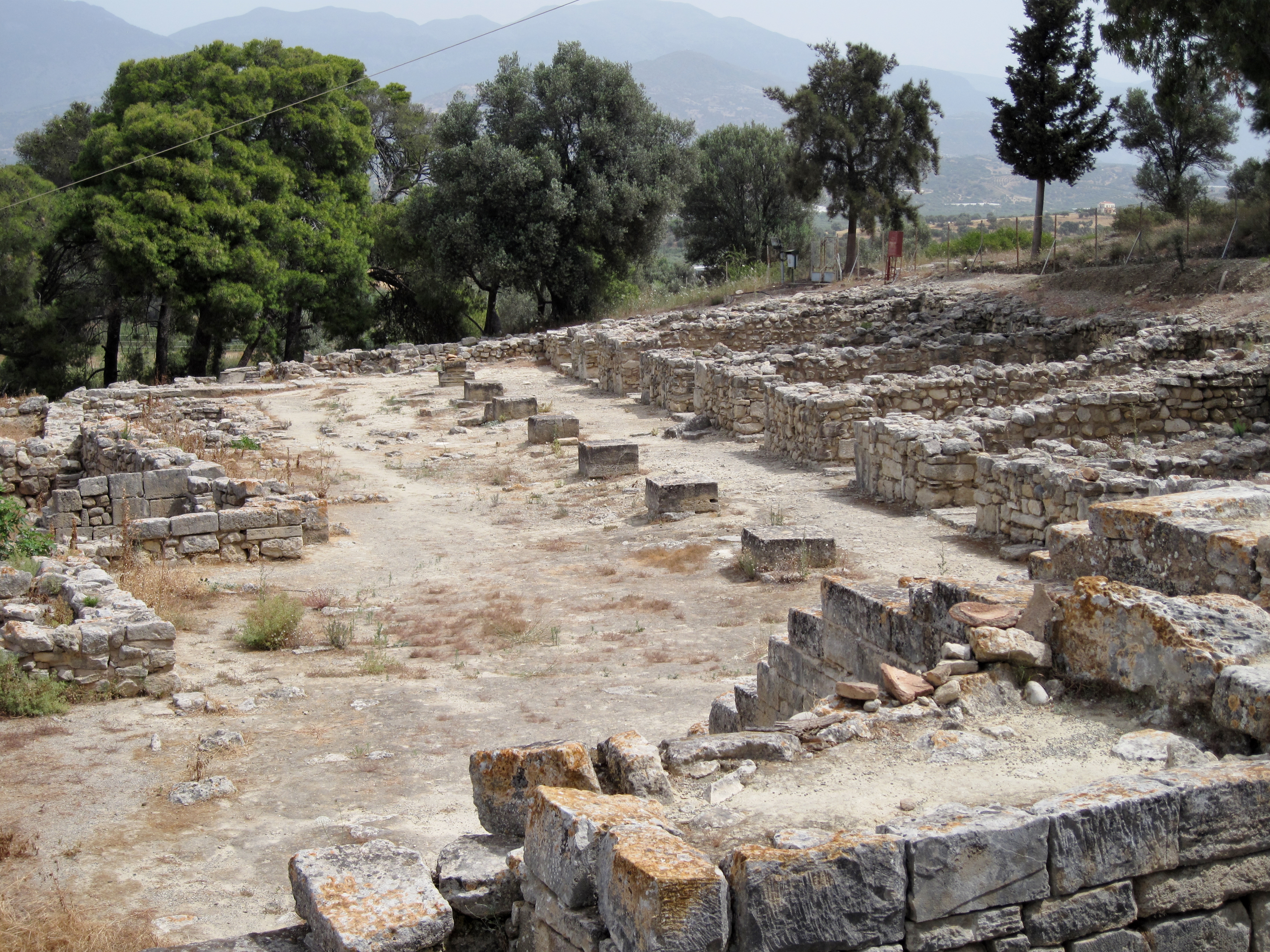
Agora der mykenischen Siedlung
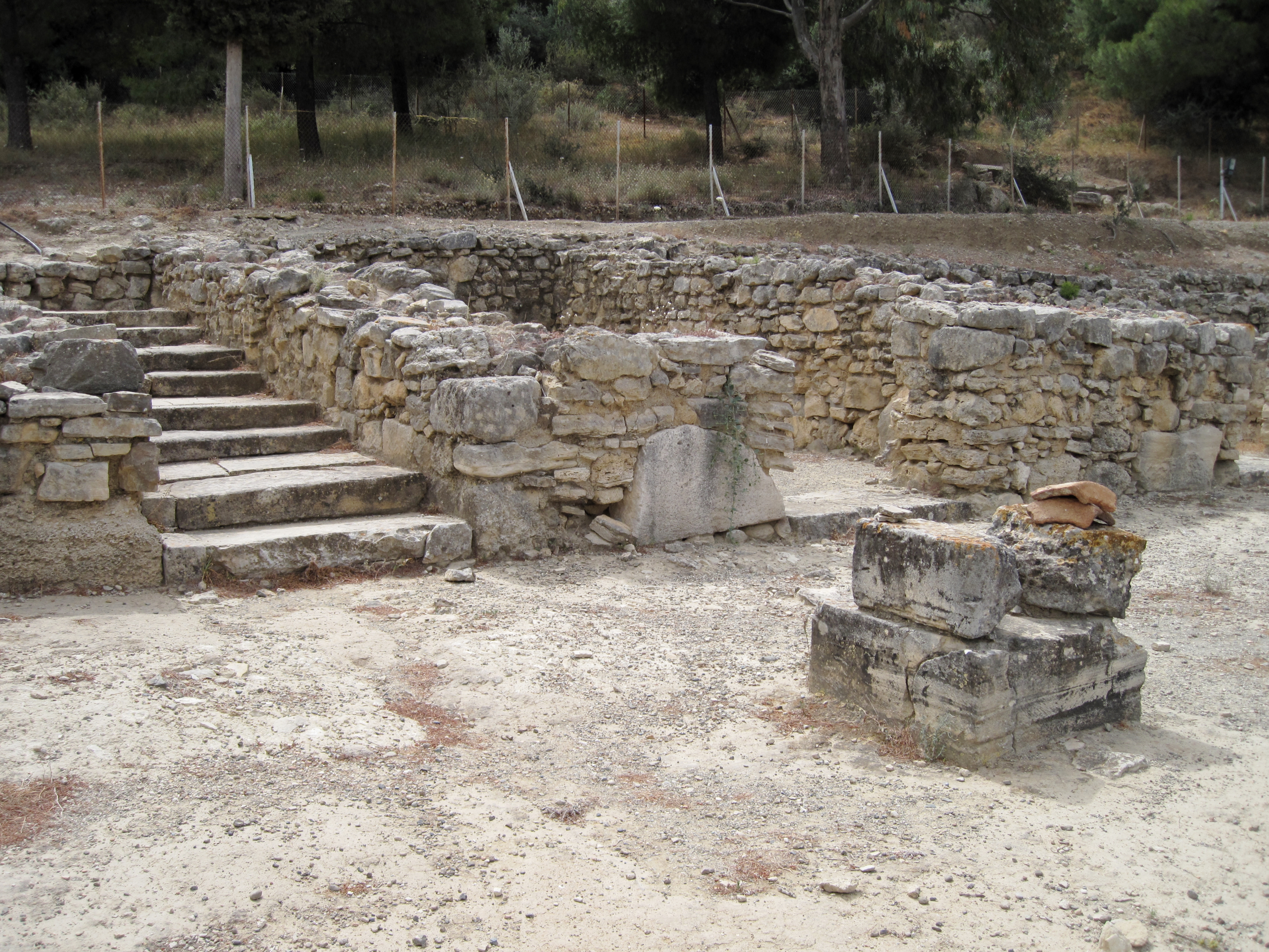
Treppe und Pfeilersockel der Agora
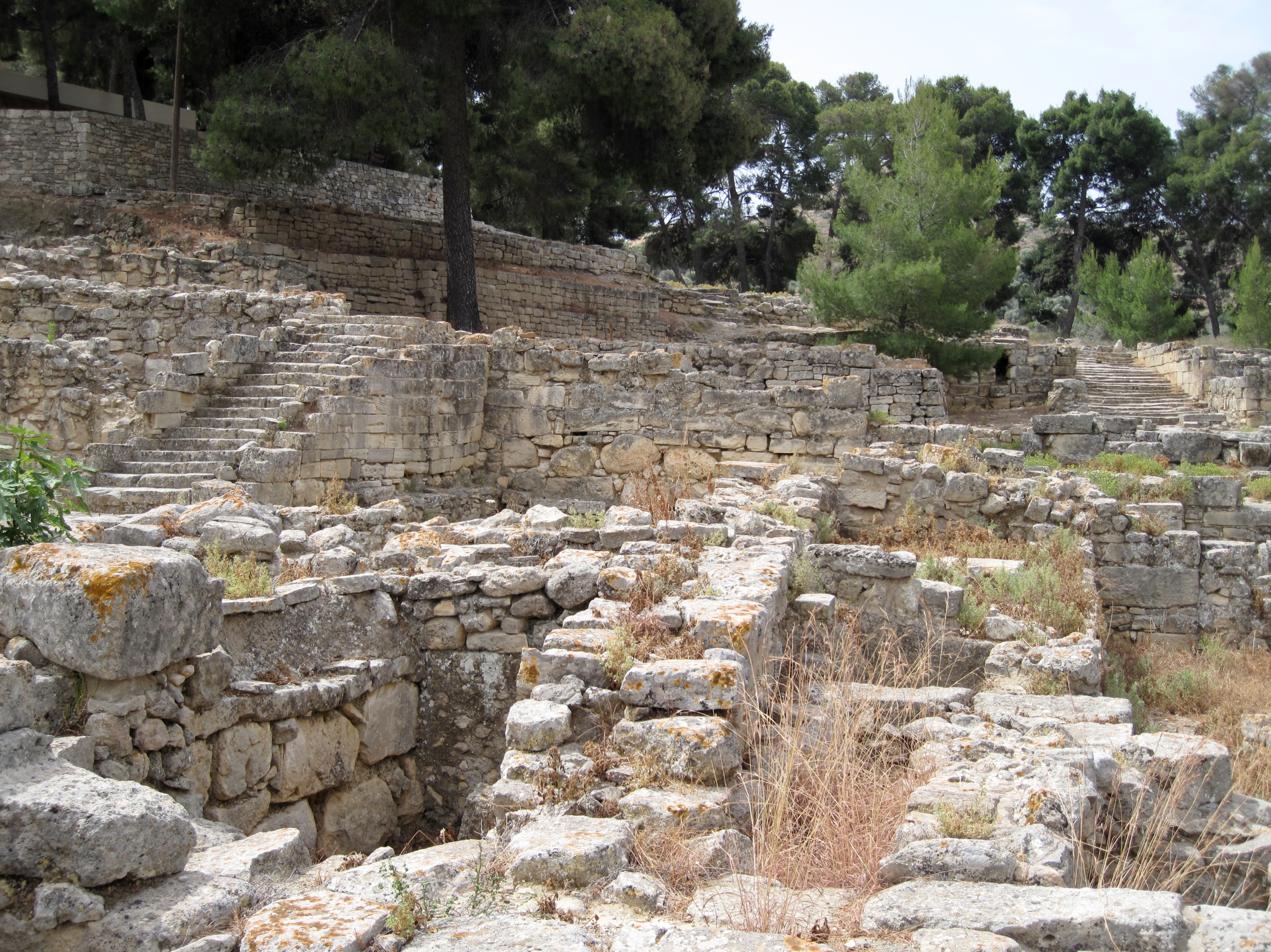
Bauten der mykenischen Siedlung
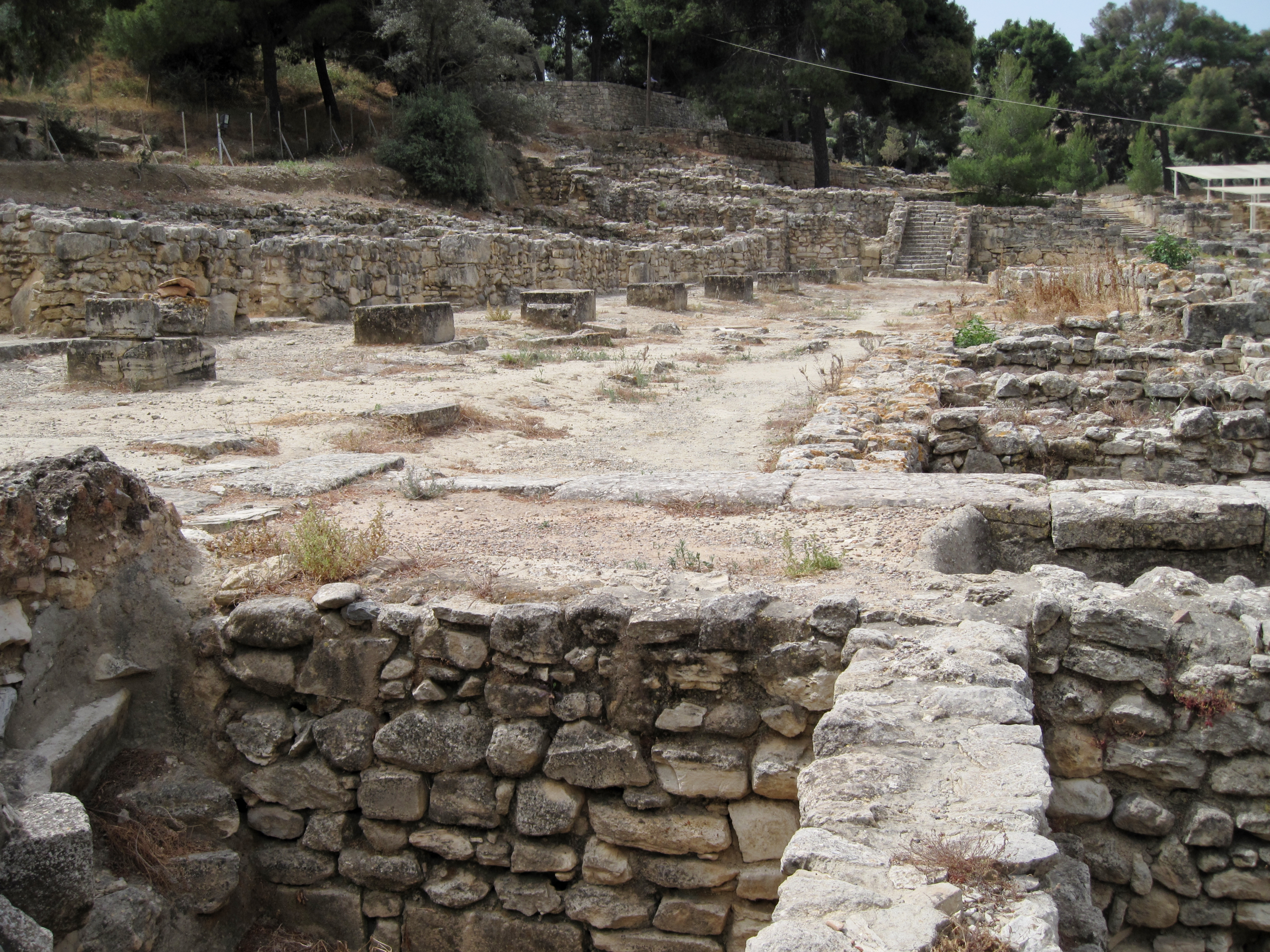
Agora mit Blick in Richtung Nordhof